# Лаприз, Чед
Чед Лапри́з (фр. Chad Laprise; род. 23 июля 1986, Чатем-Кент) — канадский боец смешанного стиля, представитель лёгкой и полусредней весовых категорий. Выступает на профессиональном уровне начиная с 2010 года, известен по участию в турнирах бойцовских организаций UFC и Bellator, победитель бойцовского реалити-шоу The Ultimate Fighter.

## Биография
Чед Лаприз родился 23 июля 1986 года в объединённом муниципалитете Чатем-Кент провинции Онтарио.

### Начало профессиональной карьеры
Дебютировал в смешанных единоборствах на профессиональном уровне в июне 2010 года, выиграв у своего соперника техническим нокаутом в первом же раунде. Дрался в различных небольших промоушенах Канады, таких как Fighting Spirit MMA, XCC и PFC — в течение года одержал четыре победы, не потерпев при этом ни одного поражения.
В 2012 году провёл два боя в довольно крупной американской организации Bellator, где так же стал победителем.

### The Ultimate Fighter
В декабре 2013 года стало известно, что Лаприз примет участие в популярном бойцовском реалити-шоу The Ultimate Fighter — в данном сезоне бойцы полусреднего веса из Канады противостояли полусредневесам из Австралии. В итоге он благополучно прошёл всех соперников по турнирной сетке, в том числе в финальном решающем поединке взял верх над соотечественником Оливье Обен-Мерсье.

### Ultimate Fighting Championship
Благодаря успешному выступлению в TUF Лаприз получил контракт с крупнейшей бойцовской организацией мира Ultimate Fighting Championship. В том же 2014 году, вернувшись в лёгкий вес, успел провести в октагоне UFC ещё один бой, выиграв единогласным решением у Йосдениса Седено.
В 2015 году по очкам взял верх над Брайаном Барбереной, заработав бонус за лучшее выступление вечера, но затем техническим нокаутом проиграл бразильцу Франсиску Триналду, потерпев тем самым первое в профессиональной карьере поражение.
Следующим его соперником в 2016 году на турнире в Австралии должен был стать бразилец Алан Патрик, но в конечном счёте его поставили на бой против англичанина Росса Пирсона, который остался без соперника после того как Абель Трухильо не смог вовремя получить австралийскую визу. Противостояние между Лапризом и Пирсоном продлилось всё отведённое время, по истечении трёх раундов судьи раздельным решением отдали победу английскому бойцу.
Лаприз реабилитировался перед болельщиками, выиграв в том же году у Тибо Гути, хотя при этом он не смог уложиться в рамки лёгкого веса.
Планировался бой против китайца Ли Цзинляна, но из-за травмы Лаприз вынужден был отказаться от этого боя. Испытывая трудности со сгонкой веса, в 2017 году он решил вернуться в полусреднюю весовую категорию и победил техническим нокаутом Брайана Камоцци, получив награду за лучшее выступление вечера. Позже с тем же результатом одолел Гейлора Бофандо.

## Статистика в профессиональном ММА
| Боёв 17  | Побед 13 | Поражений 4 |
| -------- | -------- | ----------- |
| Нокаутом | 7        | 3           |
| Сдачей   | 1        | 0           |
| Решением | 5        | 1           |

| Результат | Рекорд | Соперник           | Способ               | Турнир                                                   | Дата            | Раунд | Время | Место                 | Примечание                                               |
| --------- | ------ | ------------------ | -------------------- | -------------------------------------------------------- | --------------- | ----- | ----- | --------------------- | -------------------------------------------------------- |
| Поражение | 13-4   | Диегу Лима         | KO (удар рукой)      | UFC 231                                                  | 8 декабря 2018  | 1     | 1:37  | Торонто, Канада       |                                                          |
| Поражение | 13-3   | Висенте Луке       | KO (удары руками)    | UFC Fight Night: Maia vs. Usman                          | 19 мая 2018     | 1     | 4:16  | Сантьяго, Чили        |                                                          |
| Победа    | 13-2   | Гейлор Бофандо     | TKO (удары руками)   | UFC on Fox: Lawler vs. dos Anjos                         | 16 декабря 2017 | 1     | 4:10  | Виннипег, Канада      |                                                          |
| Победа    | 12-2   | Брайан Камоцци     | TKO (удары руками)   | UFC 213                                                  | 8 июля 2017     | 3     | 1:27  | Лас-Вегас, США        | Вернулся в полусредний вес. Выступление вечера.          |
| Победа    | 11-2   | Тибо Гути          | TKO (удары руками)   | UFC on Fox: Maia vs. Condit                              | 27 августа 2016 | 1     | 1:36  | Ванкувер, Канада      | Бой в промежуточном весе 72,1 кг; Лаприз не сделал вес.  |
| Поражение | 10-2   | Росс Пирсон        | Раздельное решение   | UFC Fight Night: Hunt vs. Mir                            | 20 марта 2016   | 3     | 5:00  | Брисбен, Австралия    |                                                          |
| Поражение | 10-1   | Франсиску Триналду | TKO (удары руками)   | UFC Fight Night: Holloway vs. Oliveira                   | 23 августа 2015 | 1     | 2:43  | Саскатун, Канада      |                                                          |
| Победа    | 10-0   | Брайан Барберена   | Единогласное решение | UFC 186                                                  | 25 апреля 2015  | 3     | 5:00  | Монреаль, Канада      | Бой вечера.                                              |
| Победа    | 9-0    | Йосденис Седено    | Единогласное решение | UFC Fight Night: MacDonald vs. Saffiedine                | 4 октября 2014  | 3     | 5:00  | Галифакс, Канада      | Вернулся в лёгкий вес.                                   |
| Победа    | 8-0    | Оливье Обен-Мерсье | Раздельное решение   | The Ultimate Fighter Nations Finale: Bisping vs. Kennedy | 16 апреля 2014  | 3     | 5:00  | Квебек, Канада        | Выиграл The Ultimate Fighter Nations в полусреднем весе. |
| Победа    | 7-0    | Дерек Бойл         | Единогласное решение | XFFC 2: East vs. West                                    | 20 июля 2013    | 3     | 5:00  | Гранд-Прери, Канада   |                                                          |
| Победа    | 6-0    | Эйнсли Робинсон    | Единогласное решение | Bellator 76                                              | 12 октября 2012 | 3     | 5:00  | Уинсор, Канада        | Дебют в лёгком весе.                                     |
| Победа    | 5-0    | Джош Тавейрн       | Сдача (треугольник)  | Bellator 64                                              | 6 апреля 2012   | 1     | 2:48  | Уинсор, Канада        |                                                          |
| Победа    | 4-0    | Эндрю Макиннес     | TKO (удары руками)   | PFC 1: Border Wars                                       | 16 июля 2011    | 1     | 2:29  | Уинсор, Канада        |                                                          |
| Победа    | 3-0    | Джеймс Барбер      | TKO (удары руками)   | XCC 64: Battle at the Border 10                          | 28 августа 2010 | 1     | 1:08  | Остров Уолпол, Канада |                                                          |
| Победа    | 2-0    | Симон Жуанн        | TKO (удары руками)   | Fighting Spirit MMA 12: Furious                          | 21 августа 2010 | 1     | N/A   | Лондон, Канада        |                                                          |
| Победа    | 1-0    | Джеймс Барбер      | TKO (удары руками)   | Fighting Spirit MMA: Meltdown                            | 26 июня 2010    | 1     | N/A   | Лондон, Канада        |                                                          |